# Signoretia aureola
Signoretia aureola är en insektsart som beskrevs av William Lucas Distant 1908. Signoretia aureola ingår i släktet Signoretia och familjen dvärgstritar. Inga underarter finns listade i Catalogue of Life.